# Kerrova ćelija
Kerrova ćelija je uređaj u kojem se dvolom svjetlosti ostvaruje s pomoću električnoga polja. Upotrebljava se za modulaciju svjetlosnoga snopa u nekim specijaliziranim instrumentima.

## Objašnjenje
Film koji reproducira samo slike zove se nijemi film, dok se film koji reproducira optičke pojave s govorom ili glazbom, i to uz potpuno vremensko podudaranje koje se zove sinkronizam, zove zvučni film. Snimanje radnje, odnosno događaja nekog filma vrši se pomoću posebnih filmskih kamera, a snimanje govora i glazbe pomoću specijalnih aparata, među kojima je najvažnija Kerrova ćelija.
Kerrova ćelija je jedan od najvažnijih dijelova uređaja za snimanje zvuka. Ona predstavlja promjenjiv svjetlosni filtar kojim možemo podešavati (regulirati) jakost izvora svjetlosti, a djelovanje joj se osniva na pojavi polarizacije svjetlosti. Glavni dio Kerrove ćelije je nitrobenzol ili nitrotoluol koji pokazuje svojstvo polarizacije ako se na njega djeluje električnim poljem, i to okomito na smjer širenja svjetlosti koja se propušta kroz te tekućine. Tu je pojavu otkrio škotski fizičar J. Kerr 1875. Osim toga ove tekućine zakreću i ravninu polarizacije kad na njih djeluje izmjenični električni napon. Zakretanje ravnine polarizacije razmjerno je dovedenom izmjeničnom naponu. 
Kerrova ćelija se sastoji od staklene posude, napunjene nitrobenzolom, u kojoj se nalaze dvije elektrode u obliku paralelnih ploča na koje se dovodi izmjenični mikrofonski napon. Ispred ćelije nalazi se polarizator kroz koji propuštamo snop svjetlosti, a iza nje analizator čija je ravnina polarizacije okrenuta za 90° prema polarizatoru. Dovodimo li sada na elektrode Kerrove ćelije izmjenični električni napon, njezina će se ravnina polarizacije okretati u ritmu dovedenog napona, pa će kroz analizator prolaziti više ili manje svjetlosti. Na taj način pomoću ovakvog uređaja pretvaramo promjene jakosti mikrofonske struje u promjenjivu jakost svjetlosti.

### Optičko snimanje zvučnog filma
Optičko snimanje zvučnog filma osniva se na svojstvu Kerrove ćelije. Način rada takvog snimanja je sljedeći: mikrofonsku izmjeničnu struju, koja je nastala zbog mehaničkog titranja membrane (opne) u mikrofonu, možemo pojačati pomoću elektronskih cijevi i s njome djelovati na jakost izvora svjetlosti pomoću Kerrove ćelije. Propuštenu svjetlost iz analizatora puštamo na filmsku emulziju koja će nakon razvijanja biti na različitim mjestima različito osvijetljena, već prema tome koliko je jaka bila svjetlost na pojedinim mjestima zvuka. Dakle, kod ovog snimanja pretvorila se mehanička energija u električnu, a ova konačno u kemijsku. 
Slika se snima filmskom kamerom, zvuk se pomoću mikrofona pretvara u električne oscilacije koje preko pojačala dolaze na elektrode Kerrove ćelije. Oscilacije mikrofonske struje pretvaraju se pomoću Kerrove ćelije u varijacije svjetlosti koja u uskom snopu pada na rub pomične filmske vrpce. Na filmskoj vrpci za snimanje zvuka, koja se ispred proreza giba jednolikom brzinom, promjene jakosti svjetlosti prouzrokuje svjetlije i tamnije pruge različite gustoće. Što je gustoća veća, ton je viši i obratno.

### Reprodukcija zvučnog filma
Kod reprodukcije zvuka glavnu ulogu ima fotoćelija. Kod toga se filmska vrpca, na kojoj se nalazi fotografija tona i slike, pomiče jednolikom brzinom ispred tonske optike. Svjetlost dolazi iz takozvane ton svjetiljke i pada kroz uski prorez i sistem optičkih leća kao tanki svjetlosni snop na filmsku vrpcu gdje se nalazi tonska fotografija, to jest tamnije i svjetlije crte, pa zatim na fotoćeliju koja se nalazi iza filma. Varijacije svjetlosnog toka izazvat će u fotoćeliji promjenjivu električnu struju, koja se preko pojačala vodi u zvučnik gdje proizvodi akustične oscilacije.